# Mousseaux-lès-Bray
Mousseaux-lès-Bray ist eine französische Gemeinde mit 672 Einwohnern (Stand 1. Januar 2022) im Département Seine-et-Marne in der Region Île-de-France. Sie gehört zum Arrondissement Provins und zum Kanton Provins.
Die Einwohner nennen sich Mousseautois.

## Geschichte
Mousseaux-lès-Bray wird im 12. Jahrhundert erstmals urkundlich überliefert. Der Ort gehörte bis zur Französischen Revolution zur Baronie Bray.

## Bevölkerungsentwicklung
| Jahr      | 1962 | 1968 | 1975 | 1982 | 1990 | 1999 | 2010 | 2019 |
| Einwohner | 514  | 550  | 509  | 501  | 604  | 617  | 692  | 672  |

## Sehenswürdigkeiten

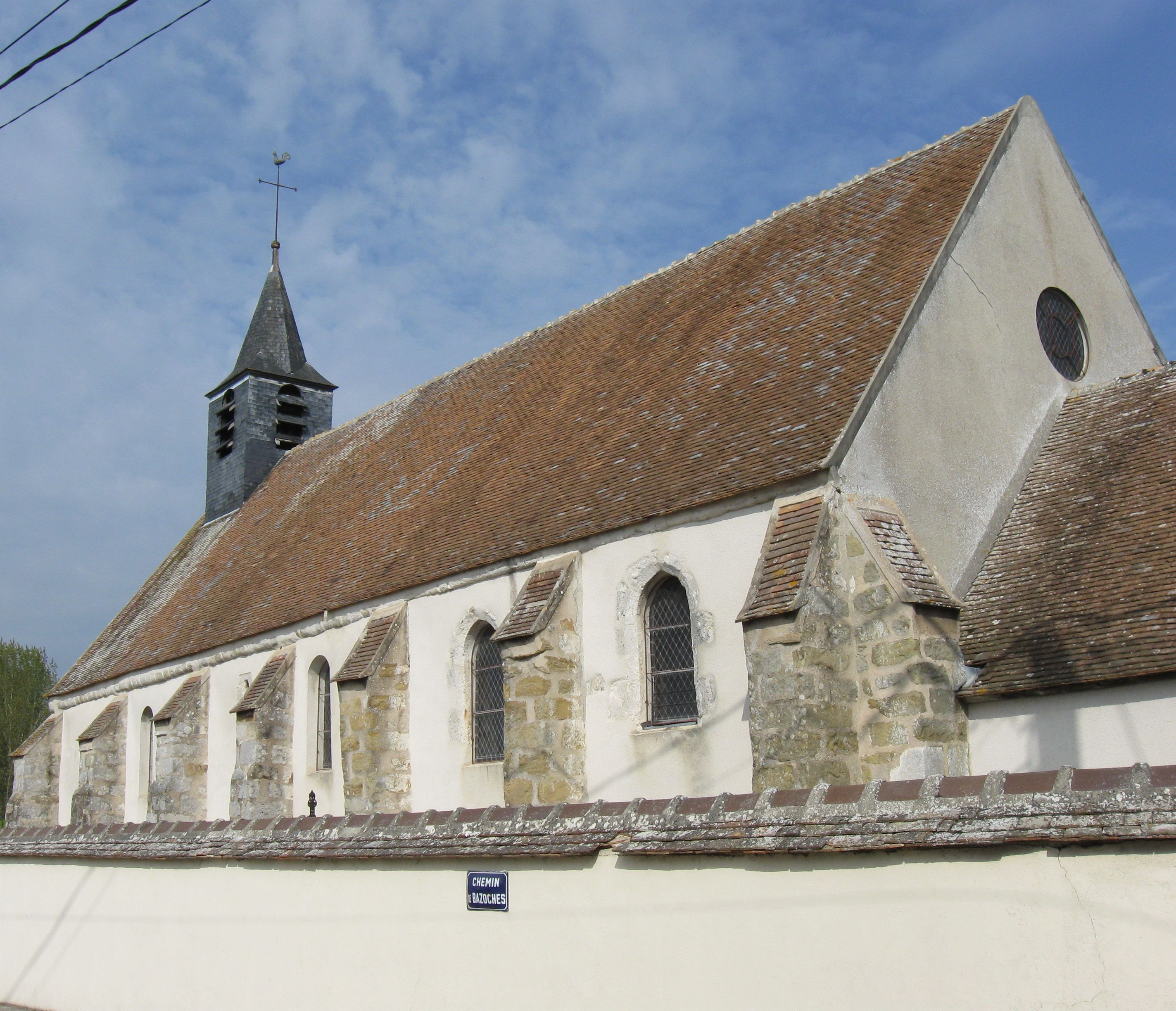
Kirche St-Maur

- Kirche St-Maur, erbaut 1827